# مصطفى كورابة
مصطفى كورابة مهندس ووزير جزائري، شغل منصب وزير الأشغال العمومية والنقل بين أبريل 2019 ويناير 2020، والرئيس المدير العام ل«مؤسسة ميترو الجزائر»، كما كان مديرا للأشغال العامة في كل من «ولاية إم البواقي»، و«ولاية المسيلة»، و«ولاية بومرداس».

## المناصب
- من إلى 27 أبريل 2011 مديرا للأشغال العمومية في ولاية أم البواقي.
- من 27 أبريل 2011 إلى 25 أبريل 2012 مديرا للأشغال العمومية في ولاية المسيلة.[1]
- من 25 أبريل 2012 مديرا للأشغال العمومية في ولاية بومرداس [2]
- الرئيس المدير العام لمؤسسة مترو الجزائر[3]

- من 11 مارس 2019 وزيرا للأشغال العمومية والنقل في حكومة بدوي [4][5]